# Villeneuve-Saint-Nicolas
Villeneuve-Saint-Nicolas és un municipi francès, situat al departament de l'Eure i Loir i a la regió de Centre – Vall del Loira. L'any 2017 tenia 140 habitants.

## Demografia

### Població
El 2007 la població de fet de Villeneuve-Saint-Nicolas era de 121 persones. Hi havia 48 famílies, de les quals 12 eren unipersonals (12 homes vivint sols), 24 parelles sense fills i 12 parelles amb fills.
La població ha evolucionat segons el següent gràfic:
Habitants censats

### Habitatges
El 2007 hi havia 52 habitatges, 47 eren l'habitatge principal de la família, 3 eren segones residències i 2 estaven desocupats. Tots els 51 habitatges eren cases. Dels 47 habitatges principals, 37 estaven ocupats pels seus propietaris, 7 estaven llogats i ocupats pels llogaters i 3 estaven cedits a títol gratuït; 5 tenien dues cambres, 10 en tenien tres, 10 en tenien quatre i 22 en tenien cinc o més. 39 habitatges disposaven pel capbaix d'una plaça de pàrquing. A 17 habitatges hi havia un automòbil i a 27 n'hi havia dos o més.

## Economia
El 2007 la població en edat de treballar era de 84 persones, 63 eren actives i 21 eren inactives. De les 63 persones actives 54 estaven ocupades (30 homes i 24 dones) i 9 estaven aturades (4 homes i 5 dones). De les 21 persones inactives 7 estaven jubilades, 9 estaven estudiant i 5 estaven classificades com a «altres inactius».
Activitats econòmiques
Dels 9 establiments que hi havia el 2007, 2 eren d'empreses de fabricació d'altres productes industrials, 1 d'una empresa de construcció, 3 d'empreses de comerç i reparació d'automòbils, 1 d'una empresa de transport i 2 d'empreses de serveis.
L'únic servei als particulars que hi havia el 2009 era una fusteria.
L'any 2000 a Villeneuve-Saint-Nicolas hi havia 5 explotacions agrícoles.